# David Baszucki

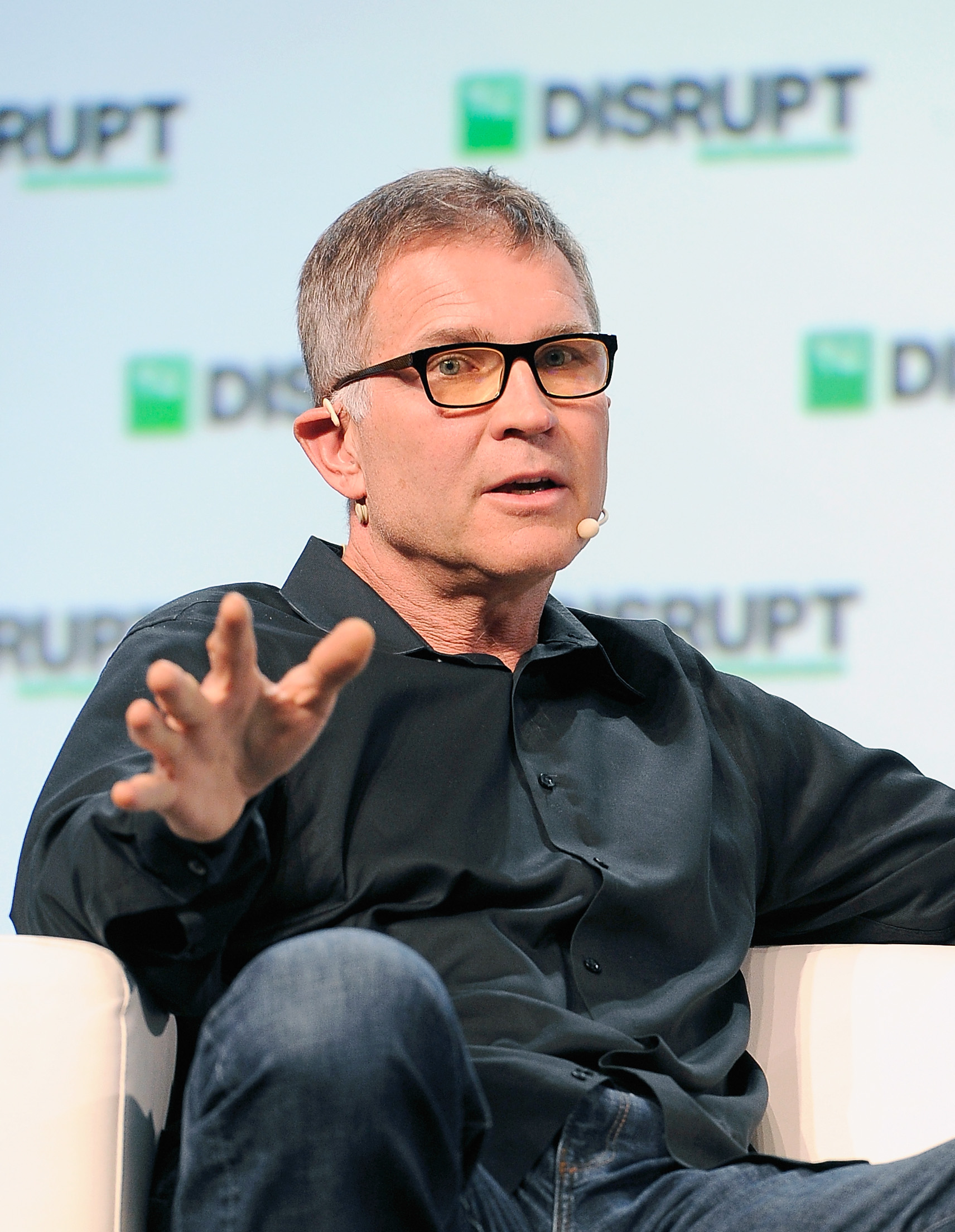
David Baszucki in 2018.

David Baszucki (Canada, 20 januari 1963) is een Canadees-Amerikaans ondernemer, ingenieur en uitvinder. Hij is mede-oprichter en bestuursvoorzitter van Roblox Corporation.
Baszucki ging naar de Eden Prairie High School te Eden Prairie, Minnesota. Op Stanford University studeerde hij computerwetenschappen. Hij studeerde in 1985 af als General Motors Scholar.
In 1989 richtte hij met zijn broer het bedrijf Knowledge Revolution op dat onderwijstoepassingen maakte voor Macintosh. In 1998 werd het bedrijf overgenomen door MSC Software, waar Baszucki als vicepresident aan de slag ging. Twee jaar later werd hij algemeen manager, maar in 2002 begon hij een eigen investeringsbedrijf met de naam Baszucki & Associates.
Baszucki startte in 2004 met DynaBlocks, samen met Erik Cassel. Een jaar later hernoemden ze het tot Roblox, maar pas in 2006 werd het officieel een bedrijf.